# Округ Колфакс (Небраска)
Округ Колфакс (енгл. Colfax County) је округ у америчкој савезној држави Небраска.

## Демографија
По попису из 2010. године број становника је 10.515, што је 74 (0,7%) становника више него 2000. године.
| Група             | 2000.         | 2010.         |
| Белци             | 7.617 (73,0%) | 6.031 (57,4%) |
| Афроамериканци    | 7 (0,1%)      | 89 (0,8%)     |
| Азијати           | 21 (0,2%)     | 28 (0,3%)     |
| Хиспаноамериканци | 2.732 (26,2%) | 4.315 (41,0%) |
| Укупно            | 10.441        | 10.515        |